# Dimostrazione che 22/7 è maggiore di π
Le dimostrazioni del famoso risultato matematico che il numero razionale {\displaystyle 22/7} è maggiore di π (pi greco) risalgono fino all'antichità. Una di queste dimostrazioni, recentemente sviluppata e che richiede solo conoscenze elementari dell'analisi, ha attirato l'attenzione dei matematici moderni per la sua eleganza matematica e la sua connessione alla teoria delle approssimazioni diofantee. Stephen Lucas definì questa dimostrazione «uno dei più bei risultati sull'approssimazione di {\displaystyle \pi }».
Julian Havil concluse una discussione sulle approssimazioni della frazione continua di {\displaystyle \pi } con questa disuguaglianza, affermando che fosse «impossibile resistere dal menzionarla» in quel contesto.
Lo scopo principale della dimostrazione non è quello di convincere i lettore che {\displaystyle 22/7} è effettivamente maggiore di {\displaystyle \pi }; esistono infatti dei metodi sistematici per calcolare il valore di {\displaystyle \pi }. Se si sa che {\displaystyle \pi } è approssimativamente {\displaystyle 3,14159}, allora segue banalmente che {\displaystyle \pi <22/7}, il quale è circa {\displaystyle 3,142857}. Tuttavia è più semplice dimostrare che {\displaystyle \pi <22/7} utilizzando il metodo di questa dimostrazione invece di mostrare che {\displaystyle \pi } è approssimativamente {\displaystyle 3,14159}.

## Storia
{\displaystyle 22/7} è una approssimazione diofantea di {\displaystyle \pi } largamente usata. È un troncamento dello sviluppo in frazione continua semplice di {\displaystyle \pi }, ed è maggiore di quest'ultimo, come si può chiaramente notare dagli sviluppi decimali dei due valori:
{\displaystyle {\begin{aligned}{\frac {22}{7}}&=3,{\overline {142\,857}},\\\pi \,&=3,141\,592\,65\ldots \end{aligned}}}
L'approssimazione è nota fin dall'antichità. Archimede scrisse nel III secolo a.C. la prima dimostrazione conosciuta che {\displaystyle 22/7} è una sovrastima, sebbene probabilmente non fosse il primo a utilizzare tale approssimazione. La sua dimostrazione procede mostrando che {\displaystyle 22/7} è maggiore del rapporto tra il perimetro di un poligono regolare circoscritto di 96 lati e il diametro del cerchio. Un'altra approssimazione razionale di {\displaystyle \pi } e ancora più accurata è 355/113.

## Dimostrazione
La dimostrazione può essere espressa succintamente come:
{\displaystyle 0<\int _{0}^{1}{\frac {x^{4}\left(1-x\right)^{4}}{1+x^{2}}}\,dx={\frac {22}{7}}-\pi .}
perciò, {\displaystyle {\frac {22}{7}}>\pi }.
Il calcolo di questo integrale fu il primo problema nella Putnam Competition del 1968.

### Dettagli sul calcolo dell'integrale
Che l'integrale è positivo segue dal fatto che l'integrando è non negativo, essendo un rapporto fra somme e prodotti di potenze di numeri reali non negativi. Inoltre, si può verificare che è strettamente positivo in almeno un punto dell'intervallo di integrazione, ad esempio {\displaystyle 1/2}. Poiché l'integrando è continuo in tale punto e non è negativo altrove, l'integrale da {\displaystyle 0} a {\displaystyle 1} deve essere strettamente positivo.
Rimane da dimostrare che il valore dell'integrale è la quantità desiderata:
{\displaystyle {\begin{aligned}0&<\int _{0}^{1}{\frac {x^{4}\left(1-x\right)^{4}}{1+x^{2}}}\,dx\\[8pt]&=\int _{0}^{1}{\frac {x^{4}-4x^{5}+6x^{6}-4x^{7}+x^{8}}{1+x^{2}}}\,dx&{\text{espansione dei termini del numeratore}}\\[8pt]&=\int _{0}^{1}\left(x^{6}-4x^{5}+5x^{4}-4x^{2}+4-{\frac {4}{1+x^{2}}}\right)\,dx&{\text{ utilizzando la divisione fra polinomi}}&\\[8pt]&=\left.\left({\frac {x^{7}}{7}}-{\frac {2x^{6}}{3}}+x^{5}-{\frac {4x^{3}}{3}}+4x-4\arctan {x}\right)\,\right|_{0}^{1}&{\text{integrale definito}}\\[6pt]&={\frac {1}{7}}-{\frac {2}{3}}+1-{\frac {4}{3}}+4-\pi \quad &{\text{con }}\arctan(1)={\frac {\pi }{4}}{\text{ e }}\arctan(0)=0\\[8pt]&={\frac {22}{7}}-\pi .&{\text{somma delle varie frazioni}}\end{aligned}}}

## Semplici stime superiori e inferiori
In Dalzell (1944), si osserva che sostituendo {\displaystyle 1} al posto di {\displaystyle x} nel denominatore, si ottiene un limite inferiore dell'integrale, e invece sostituendo {\displaystyle 0} una sua stima superiore:
{\displaystyle {\frac {1}{1260}}=\int _{0}^{1}{\frac {x^{4}\left(1-x\right)^{4}}{2}}\,dx<\int _{0}^{1}{\frac {x^{4}\left(1-x\right)^{4}}{1+x^{2}}}\,dx<\int _{0}^{1}{\frac {x^{4}\left(1-x\right)^{4}}{1}}\,dx={1 \over 630}.}
Quindi si ottiene
{\displaystyle {\frac {22}{7}}-{\frac {1}{630}}<\pi <{\frac {22}{7}}-{\frac {1}{1260}},}
perciò in espansione decimale {\displaystyle 3,1412<\pi <3,1421}. Le stime differiscono da {\displaystyle \pi } meno del 0.015%. Vedere anche Dalzell (1971).

## Dimostrazione che 355/113 è maggiore di π
Come discusso in Lucas (2005), la ben conosciuta e migliore approssimazione diofantea 355/113 per {\displaystyle \pi } segue in modo analogo dalla seguente relazione
{\displaystyle 0<\int _{0}^{1}{\frac {x^{8}\left(1-x\right)^{8}\left(25+816x^{2}\right)}{3164\left(1+x^{2}\right)}}\,dx={\frac {355}{113}}-\pi .}
Si noti che
{\displaystyle {\frac {355}{113}}=3,141\,592\,92\ldots ,}
dove le prime sei cifre decimali coincidono con quelle di {\displaystyle \pi }. Sostituendo {\displaystyle 1} nella {\displaystyle x} al denominatore, si ottiene il limite inferiore
{\displaystyle \int _{0}^{1}{\frac {x^{8}\left(1-x\right)^{8}\left(25+816x^{2}\right)}{6328}}\,dx={\frac {911}{5\,261\,111\,856}}=0,000\,000\,173\ldots ,}
mentre sostituendo {\displaystyle 0} se ne ottiene il doppio come stima superiore, quindi
{\displaystyle {\frac {355}{113}}-{\frac {911}{2\,630\,555\,928}}<\pi <{\frac {355}{113}}-{\frac {911}{5\,261\,111\,856}}\,.}
In espansione decimale, questo significa che 3,141 592 57 < {\displaystyle \pi } < 3,141 592 74, dove le cifre in grassetto sono le stesse di {\displaystyle \pi }.

## Estensioni
Si possono generalizzare le idee precedenti per ottenere approssimazioni sempre migliori di {\displaystyle \pi }; vedere anche Backhouse (1995) e Lucas (2005) (in entrambi i riferimenti, tuttavia, non compaiono i calcoli). Per i calcoli espliciti, si consideri, per ogni intero {\displaystyle n\geq 1},
{\displaystyle {\frac {1}{2^{2n-1}}}\int _{0}^{1}x^{4n}\left(1-x\right)^{4n}\,dx<{\frac {1}{2^{2n-2}}}\int _{0}^{1}{\frac {x^{4n}\left(1-x\right)^{4n}}{1+x^{2}}}\,dx<{\frac {1}{2^{2n-2}}}\int _{0}^{1}x^{4n}\left(1-x\right)^{4n}\,dx,}
dove l'integrale centrale vale
{\displaystyle {\begin{aligned}&{\frac {1}{2^{2n-2}}}\int _{0}^{1}{\frac {x^{4n}\left(1-x\right)^{4n}}{1+x^{2}}}\,dx\\&\qquad =\sum _{j=0}^{2n-1}{\frac {\left(-1\right)^{j}}{2^{2n-j-2}\left(8n-j-1\right){\binom {8n-j-2}{4n+j}}}}+\left(-1\right)^{n}\left(\pi -4\sum _{j=0}^{3n-1}{\frac {\left(-1\right)^{j}}{2j+1}}\right)\end{aligned}}}
in cui compare {\displaystyle \pi }. L'ultima somma appare anche nella formula di Leibniz per π. La stima dell'errore è dato da 
{\displaystyle {\begin{aligned}{\frac {1}{2^{2n-1}}}\int _{0}^{1}x^{4n}\left(1-x\right)^{4n}\,dx&={\frac {1}{2^{2n-1}\left(8n+1\right){\binom {8n}{4n}}}}\\&\sim {\frac {\sqrt {\pi n}}{2^{10n-2}\left(8n+1\right)}},\end{aligned}}}
dove l'approssimazione (la {\displaystyle \sim } indica che sono asintoticamente equivalenti per {\displaystyle n\to \infty }) del coefficiente binomiale centrale segue dall'approssimazione di Stirling e mostra la convergenza rapida dell'integrale a {\displaystyle \pi }.
Per ogni intero {\displaystyle k\geq 0} e {\displaystyle l\geq 2} si ha
{\displaystyle {\begin{aligned}x^{k}\left(1-x\right)^{l}&=\left(1-2x+x^{2}\right)x^{k}\left(1-x\right)^{l-2}\\&=\left(1+x^{2}\right)\,x^{k}\left(1-x\right)^{l-2}-2x^{k+1}\left(1-x\right)^{l-2}.\end{aligned}}}
Applicando ricorsivamente questa formula {\displaystyle 2n} volte si ricava
{\displaystyle x^{4n}\left(1-x\right)^{4n}=\left(1+x^{2}\right)\sum _{j=0}^{2n-1}\left(-2\right)^{j}x^{4n+j}\left(1-x\right)^{4n-2\left(j+1\right)}+(-2)^{2n}x^{6n}.}
Inoltre,
{\displaystyle {\begin{aligned}x^{6n}-\left(-1\right)^{3n}&=\sum _{j=1}^{3n}\left(-1\right)^{3n-j}x^{2j}-\sum _{j=0}^{3n-1}\left(-1\right)^{3n-j}x^{2j}\\&=\sum _{j=0}^{3n-1}\left(\left(-1\right)^{3n-\left(j+1\right)}x^{2\left(j+1\right)}-\left(-1\right)^{3n-j}x^{2j}\right)\\&=-\left(1+x^{2}\right)\sum _{j=0}^{3n-1}\left(-1\right)^{3n-j}x^{2j},\\\end{aligned}}}
dove la prima uguaglianza vale poiché per {\displaystyle 1\leq j\leq 3n-1} i termini si cancellano, e la seconda arriva dal cambio di indice {\displaystyle j\to j+1} nella prima somma.
L'applicazione di questi due risultati fornisce
{\displaystyle {\begin{aligned}{\frac {x^{4n}\left(1-x\right)^{4n}}{2^{2n-2}\left(1+x^{2}\right)}}&=\sum _{j=0}^{2n-1}{\frac {\left(-1\right)^{j}}{2^{2n-j-2}}}x^{4n+j}\left(1-x\right)^{4n-2j-2}\\&\qquad {}-4\sum _{j=0}^{3n-1}\left(-1\right)^{3n-j}x^{2j}+\left(-1\right)^{3n}{\frac {4}{1+x^{2}}}.\qquad (1)\end{aligned}}}
Per {\displaystyle k,l\geq 0}, utilizzando l'integrazione per parti {\displaystyle l} volte, si ottiene
{\displaystyle {\begin{aligned}\int _{0}^{1}x^{k}\left(1-x\right)^{l}\,dx&={\frac {l}{k+1}}\int _{0}^{1}x^{k+1}\left(1-x\right)^{l-1}\,dx\\&=\cdots \\&={\frac {l}{k+1}}{\frac {l-1}{k+2}}\cdots {\frac {1}{k+l}}\int _{0}^{1}x^{k+l}\,dx\\&={\frac {1}{\left(k+l+1\right){\binom {k+l}{k}}}}.\qquad (2)\end{aligned}}}
Impostando {\displaystyle k=l=4n}, si ha
{\displaystyle \int _{0}^{1}x^{4n}\left(1-x\right)^{4n}\,dx={\frac {1}{(8n+1){\binom {8n}{4n}}}}.}
Integrando l'equazione (1) da 0 a 1 usando l'equazione (2) e {\displaystyle \arctan(1)=\pi /4}, si ottiene l'equazione voluta che coinvolge {\displaystyle \pi }.
I risultati per {\displaystyle n=1} sono stati dati precedentemente. Per {\displaystyle n=2} si ottiene
{\displaystyle {\frac {1}{4}}\int _{0}^{1}{\frac {x^{8}\left(1-x\right)^{8}}{1+x^{2}}}\,dx=\pi -{\frac {47\,171}{15\,015}}}
e
{\displaystyle {\frac {1}{8}}\int _{0}^{1}x^{8}\left(1-x\right)^{8}\,dx={\frac {1}{1\,750\,320}},}
quindi 3,141 592 31 < {\displaystyle \pi } < 3,141 592 89, dove le cifre in grassetto sono quelle di {\displaystyle \pi }. In modo simile, per {\displaystyle n=3}
{\displaystyle {\frac {1}{16}}\int _{0}^{1}{\frac {x^{12}\left(1-x\right)^{12}}{1+x^{2}}}\,dx={\frac {431\,302\,721}{137\,287\,920}}-\pi }
e stima dell'errore
{\displaystyle {\frac {1}{32}}\int _{0}^{1}x^{12}\left(1-x\right)^{12}\,dx={\frac {1}{2\,163\,324\,800}},}
perciò 3,141 592 653 40 < {\displaystyle \pi } < 3,141 592 653 87. Proseguendo con {\displaystyle n=4},
{\displaystyle {\frac {1}{64}}\int _{0}^{1}{\frac {x^{16}\left(1-x\right)^{16}}{1+x^{2}}}\,dx=\pi -{\frac {741\,269\,838\,109}{235\,953\,517\,800}}}
con
{\displaystyle {\frac {1}{128}}\int _{0}^{1}x^{16}\left(1-x\right)^{16}\,dx={\frac {1}{2\,538\,963\,567\,360}},}
da cui si ricava 3,141 592 653 589 55 < {\displaystyle \pi } < 3,141 592 653 589 96.